# Porothamnium lehmannii
Porothamnium lehmannii là một loài Rêu trong họ Neckeraceae. Loài này được (Besch.) M. Fleisch. miêu tả khoa học đầu tiên năm 1925.